# جيمس في. لافتري
جيمس في. لافتري (بالإنجليزية: James V. Lafferty)‏ هو مخترع أمريكي، ولد في 1856، وتوفي في 1898.